# Park Sang-hoon
En aquest nom coreà, el cognom és Park.
Park Sang-hoon (13 de març de 1993) és un ciclista sud-coreà, que combina la pista amb la carretera. Actualment milita a l'equip Seoul Cycling Team.

## Palmarès en ruta
- 2015
  - Campió d'Àsia sub-23 en contrarellotge
  -  Campió de Corea del Sud sub-23 en contrarellotge
- 2019
  - Vencedor d'una etapa al Tour de Tailàndia

## Palmarès en pista
- 2011
  -  Campió del món júnior en Persecució
- 2015
  - Campió d'Àsia en Persecució
  -  Campió de Corea del Sud en Persecució
- 2017
  - Campió d'Àsia en Persecució
  - Campió d'Àsia en Madison